# Fudarakusan-ji

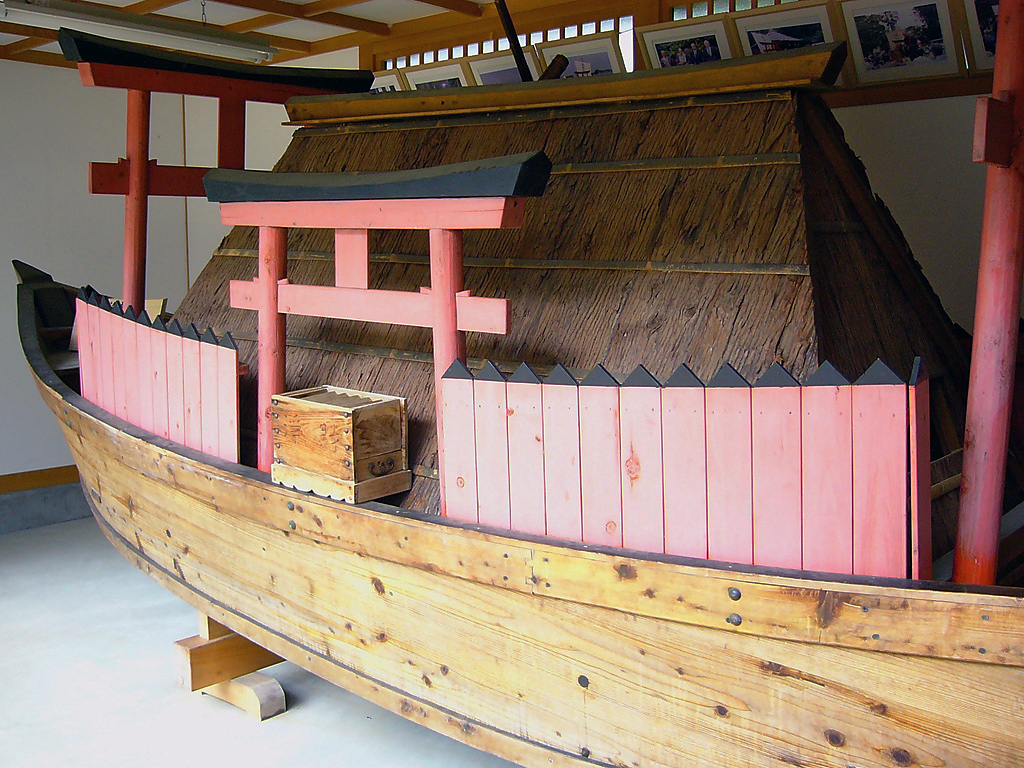

Le Fudarakusan-ji (補陀洛山寺, Fudarakusan-ji) est un temple bouddhiste Tendai situé dans le district de Higashimuro, préfecture de Wakayama au Japon. Son nom fait référence au mont Potalaka, demeure mythique de la déesse Kannon, à laquelle ce lieu saint est consacré. Il aurait été fondé au IVe siècle par Ragyō Shōnin, un moine venu d'Inde.
En 2004, le temple a été inscrit sur la liste du patrimoine mondial de l'UNESCO sous l'appellation « sites sacrés et chemins de pèlerinage dans les monts Kii ».